# Rige Entertainment B.V.
Pour les articles homonymes, voir Rige.
Rige Entertainment B.V., aussi connu sous le nom de Rige Records, Rige Shop, ou simplement Rige, est un label, organisateur d'événements de techno hardcore, chargé de booking et distributeur néerlandais, originaire de Poortugaal, en Hollande-Méridionale.

## Histoire
Lancé dans les années 1990, Rige dispose d'un large catalogue entièrement consacré à la techno hardcore et ses genres dérivés. En 2001, Rige permet à Paul Elstak la création du label Offensive Records, et en devient donc sa maison mère.
En tant qu'organisateur, Rige prend en charge des labels néerlandais notoires tels Megarave Records, Offensive Records, Hardcorps Records, Haunted House Records, X-Perimental Records, HTRV Records et Dutch Gabber Network Records. George Ruseler, chanteur du groupe Rotterdam Terror Corps, en est le propriétaire. 
Le site web et distributeur Rige Shop propose différentes marchandises dont des albums CD, des vinyles, des tickets d'entrée pour plusieurs festivals, des vêtements, des autocollants et d'autres produits dérivés. Il distribue également des cassettes vidéo et DVD.